# LIFE (許永生迷你專輯)
《LIFE》（韓語：라이프）是韓國人氣男子組合SS501主唱許永生時隔將近1年在2013年3月14日（白色情人節）回歸韓語歌壇的第三張個人迷你專輯，由B2M娛樂企劃、CJ E&M發行。

## 專輯資訊
本作為演唱者許永生在2012年5月22日發行個人第二張韓語迷你專輯《SOLO》後，時隔11個月重返韓語樂壇發行的全新音樂作品。專輯再度邀來曾為永生打造首張韓語迷你專輯《LET IT GO》的人氣音樂團隊Sweetune製作，內容收錄包含主打歌曲《誘惑的藝術》等五首曲目，並透過經紀公司官方YOUTUBE頻道與線上音源網站等發布專輯相關音樂影像，此外，於專輯發售當日在韓國音樂頻道Mnet節目《M! Countdown》進行首場回歸舞台。

### 發行過程
2013年1月26日許永生韓國個人官方粉絲俱樂部（Y.E.S FANCLUB）首度釋出專輯信息，說明專輯將以同年2月末至3月初發行為目標且整體製作已達80%，其中包含專輯封面的拍攝與主打歌曲的選定，僅剩最後的歌曲混音及一月最後一周進行的音樂影像錄製等工作內容，另亦展開舞蹈排練。爾後其經紀公司於02月18日午後三時透過官方推特宣布許永生回歸在即：

next B2M artist .... HEO YOUNG SAENG Coming soon!

— B2M Entertainment (@b2ment)
原本03月4日其個人韓國官方網站即宣佈專輯發行日期為3月13日，但隔日03月5日其經紀公司官方推特與網站均相偕更正發行日期，正式定案許永生The 3rd Mini Album「LIFE」於2013年3月14日（白色情人節）同步發行線上音源與實體專輯，並從3月7日始在全球各地開放專輯預購。

### 音樂錄影帶

誘惑的藝術 音樂影像截圖

透過其個人官方網站於2013年3月4月的公告內容得知本作首波主打音樂影像預告於03月6日午間十二時公開；03月8日亦於正午十二時發佈第二波預告；03月14日正午十二時正式發布主打歌曲《誘惑的藝術》完整版音樂影像。以愛慕許永生的瘋狂粉絲為概念，在6日放送的首波預告中響起雷嗚聲與警笛聲，一名戴著耳機蹲坐在椅子上的女子，手握畫筆急速揮劃永生的素描，畫面裡還可窺視永生前兩張的專輯宣傳照與在房間裡的膠卷放映機正不斷地自動播放等鏡頭，而預告中的女子僅露出奇異的雙眼，自始至終找不到永生本人的身影，整體營造出的詭秘氛圍，引人好奇。接著08日釋出的第二波預告中則加入了背景配樂，場景在女子存在的房間與被關在籠子裡的永生間不停轉換，畫面配合緊湊的節奏，永生露出慌張的眼神與手持著畫筆不停歇的女子，更增添神秘、緊張的氣氛。完整版音樂影像的故事內容由在預告中出現的暗房為背景，喜愛永生的瘋狂粉絲幻想著與偶像共處，卻在現實中綁架了偶像，幻想與現實交錯。特別，影像末尾演員徐芝釋、諧星金永益（김영이）與永生一同化身警察逮捕劇中的瘋狂粉絲後劃下句點。整體影像用色豐富，搭配輕快旋律勾勒出全新的音樂影像風格。
- 音樂影像導演：12Rounds 김은유（Eunyou Kim）@enyou007 （页面存档备份，存于）

### 造型
其所屬社B2M娛樂官方Youtube頻道在2013年3月8日公開第二波預告短片的同時也在官方推特發佈專輯概念照。主角許永生一改以往冷峻的風格以強眼地橘髮色搭配色彩繽紛的服飾，手拿著熊公仔面露調皮的微笑，展現出截然不同的形象。而09日他在個人推特（@mystyle1103）上傳的另張專輯宣傳照中，依舊的橘色頭髮與絢麗的外衣，不同的是微捲的髮上繫起寶藍色髮帶，更顯年輕活潑，咬著某品牌甜食的俏皮表情，無不呈現了本作可愛壞男孩的造型風格。此外，B2M娛樂官方推特更於12日釋出一組“一人五色”的宣傳照，以‘忘記以前的許永生’為概念下大膽的使用各種繽紛的色彩，亮眼的轉變亦使人在未出輯前充滿期待。另專輯包裝則是以藍色系為主軸製成（14.5 x 13 x 1.5cm）。
- 造型團隊－엔끌로에（en cloe）；專輯設計－이니그마（Enigma）

## 曲目
| 許永生 【LIFE】 | 許永生 【LIFE】           | 許永生 【LIFE】        | 許永生 【LIFE】    | 許永生 【LIFE】        | 許永生 【LIFE】 | 許永生 【LIFE】 |
| 曲序            | 曲目                      |                        | 作曲               | 编曲                   | 备注            | 时长            |
| --------------- | ------------------------- | ---------------------- | ------------------ | ---------------------- | --------------- | --------------- |
| 1.              | LIFE                      | 韓載昊、金勝洙、宋秀倫 | 韓載昊、金勝洙     | 韓載昊、金勝洙、洪升炫 |                 | 3:20            |
| 2.              | 誘惑的藝術（작업의 정석） | 韓載昊、金勝洙         | 韓載昊、金勝洙     | 韓載昊、金勝洙、洪升炫 | 主打歌曲        | 3:07            |
| 3.              | 那是我（그게나야）        | CHUNG HAN JONG         | LEE JOO HYUNG      |                        |                 | 3:31            |
| 4.              | 都知道（알아다）          | 宋秀倫                 | LEE JU HAN、G-HIGH |                        |                 | 3:39            |
| 5.              | 誘惑的藝術（Inst.）       |                        |                    |                        |                 | 3:07            |
| 总时长：        | 总时长：                  | 总时长：               | 总时长：           | 总时长：               | 总时长：        | 16:46           |

### 曲目介紹
1. LIFE
  - 與專輯同名的第一首曲目——Life，如歌名所傳遞的生命寓意，是首可最大限度感受演唱者許永生魅力的舞曲。在絕望的情況下仍試圖走向更美好的地方，歌詞囊括生命與愛的正面意義。
2. 誘惑的藝術
  - 能見到永生化身為可愛搭訕男的主打歌曲——작업의 정석（誘惑的藝術）是由韓國知名音樂團隊스윗튠（SWEETUNE）作曲家한재호、김승수共同創作而成，曲目是融和吉他、BASS感受復古放克的新式舞蹈樂曲。雖然想向之告白卻無從得知女子的反應，歌詞表達了男子懇切的心意與平白直述的機智。
  - 和聲歌手：SPICA－金甫娥
3. 那是我
  - 許永生派抒情曲——그게 나야(那是我)由淡白且簡單的樂器與搭配僅許永生擁有的溫暖嗓音所構成。任誰都總有經歷離別的痛苦與孤獨，此曲為獨特的哀切樂曲。
4. 都知道
  - 專輯中最後曲目——알아 다(都知道)是首為時已晚理解分手女友情意的那種心情，努力凝視著她離開的男子最後的辯白與呼訴歌曲。在略顯悲情表達離別的情況下融進鮮明輕快的旋律呈現了特別的氛圍。

## 成績
根據韓國音樂網GAON統計2013年3月10日至3月16日數位音源綜合榜周間排名位居41名，合計韓國soribada、ollehmusic、melon、bugs音源網之線上連續播放、下載、BGM、手機鈴聲銷售量總和為3,695,904，03月月間銷售總合為8,056,559。專輯銷售周間榜則占據榜首的位置。此外，本作亦獲HANTEO銷售網3月31日單日銷量榜冠軍，銷售數為2,127張，是自3月14日發片以來單日最高銷量，次為3月19日的1,582張，而截至2013年4月12日24時止HANTEO統計專輯總銷售數為12,122張。

### 專輯排名
| 專輯 （韓國原裝） | 最高位置 | 最高位置 | 最高位置 | 最高位置 | 最高位置 | 最高位置 | 最高位置 |
| 專輯 （韓國原裝） | Hanteo   | Hanteo   | Hanteo   | Hanteo   | Gaon     | Gaon     | 五大唱片 |
| 專輯 （韓國原裝） | 即時     | 單日     | 周間     | 月間     | 周間     | 月間     | 周間     |
| ----------------- | -------- | -------- | -------- | -------- | -------- | -------- | -------- |
| 專輯 （韓國原裝） | 1        | 1        | 2        | 7        | 1        | 8        | 9        |
| 專輯 （韓國原裝） | 銷售量   | 銷售量   | 銷售量   | 銷售量   | 銷售量   | 銷售量   | 佔比     |
| LIFE              | 2,127    | 2,127    | 4,846    | 11,692   | 11,892   | 11,892   | 1.55     |

### 音源排名
| 歌曲                                             | 最高位置 | 最高位置 | 最高位置 | 最高位置 | 最高位置 | 最高位置 | 最高位置 | 最高位置 | 最高位置 | 最高位置 | 最高位置      | 最高位置      | 最高位置        | 最高位置 | 最高位置 | 最高位置 | 最高位置 |
| 歌曲                                             | Mnet     | Mnet     | melon    | melon    | bugs     | bugs     | Naver    | Naver    | Daum     | Daum     | Gaon 數位音源 | Gaon 數位音源 | Billboard Korea |          |          |          |          |
| 歌曲                                             | 日       | 週       | 日       | 週       | 日       | 週       | 日       | 週       | 日       | 週       | 週            | 月            | 週              |          |          |          |          |
| ------------------------------------------------ | -------- | -------- | -------- | -------- | -------- | -------- | -------- | -------- | -------- | -------- | ------------- | ------------- | --------------- | -------- | -------- | -------- | -------- |
| 誘惑的藝術                                       | 24       | 99       | 31       | -        | 23       | 53       | 55       | 90       | 15       | 48       | 41            | 94            | 66              |          |          |          |          |
| [ 12 ] [ 13 ] [ 14 ] [ 15 ] [ 16 ] [ 17 ] [ 18 ] |          |          |          |          |          |          |          |          |          |          |               |               |                 |          |          |          |          |

## 活動紀錄
許永生在2013年3月14日發行當日演出韓國頻道「Mnet」的直播音樂節目《M! Countdown》後展開五周的宣傳行程，而在此之前他先於3月9日參與MBC音樂節目《Show! 音樂中心》的事前錄制舞台，該集於03月16日播出。

### 宣傳日程
| 日期          | 電視臺                 | 節目                        | 參與嘉賓         | 備註              |
| 2013年3月23日 | MBC 標準 FM            | 神童的深深打破              | G.NA             | 生放              |
| 2013年4月4日  | MUSIC ON! TV           | 韓ON ファイティン           |                  |                   |
| 2013年4月5日  | SBS POWER FM           | BOOM的Yonge Street          | VIXX-KEN、千明勛 | 可視              |
| 2013年4月11日 | Arirang TV             | Pops in Seoul               |                  |                   |
| 2013年4月13日 | KBS 2 FM               | SuperJunior的KISS THE RADIO | Girl's Day       | 04月11日預錄 可視 |
| 2013年4月18日 | KBS World Radio Arabic | K pop Star Interview        |                  |                   |
| 2013年4月23日 | Arirang Radio          | Sound K                     |                  |                   |
| 2013年4月24日 | Arirang TV             | After School Club           | M.I.B            |                   |

### 音樂現場
| 日期          | 電視台     | 節目名稱                      | 備註                                                             |
| 誘惑的藝術    |            |                               |                                                                  |
| 2013年3月14日 | Mnet       | M! Countdown                  | 首場回歸舞臺 官方視頻獲得單日 （03月16日）Youtube韓國娛樂排名#13 |
| 2013年3月15日 | KBS        | 音樂銀行                      | 回歸舞臺後許永生獲Naver即時排名#3                                |
| 2013年3月16日 | MBC        | Show! 音樂中心                | 03月9日預錄                                                      |
| 2013年3月17日 | SBS        | 人氣歌謠                      | 回歸舞臺                                                         |
| 2013年3月19日 | SBS MTV    | The Show                      | 0317人氣歌謠重播                                                 |
| 2013年3月20日 | MBC MUSIC  | Show Champion                 | 直播                                                             |
| 2013年3月21日 | Mnet       | M! Countdown                  | 直播；一周排名#12                                                |
| 2013年3月22日 | KBS        | 音樂銀行                      | 直播                                                             |
| 2013年3月24日 | SBS        | 人氣歌謠                      | 直播；一周排名#39                                                |
| 2013年3月26日 | Arirang TV | Simply K-pop                  | 03月19日預錄                                                     |
| 2013年3月27日 | MBC MUSIC  | Show Champion                 | 03月20日預錄                                                     |
| 2013年3月29日 | KBS        | 音樂銀行                      | 直播；K-Chart#15                                                 |
| 2013年3月30日 | MBC        | Show! 音樂中心                | 直播                                                             |
| 2013年3月31日 | SBS        | 人氣歌謠                      | 直播                                                             |
| 2013年4月2日  | Arirang TV | Simply K-pop                  | 03月19日預錄                                                     |
| 2013年4月3日  | MBC MUSIC  | Show Champion                 | 預錄                                                             |
| 2013年4月4日  | Mnet       | M! Countdown                  | 直播；一周排名#14                                                |
| 2013年4月5日  | KBS        | 音樂銀行                      | 直播                                                             |
| 2013年4月6日  | MBC        | Show! 音樂中心                | 03月30日預錄                                                     |
| 2013年5月10日 | MBC        | MBC Korea-China K-pop Concert |                                                                  |

### FANS簽名會
| 日期          | 時間     | 地點                   |
| 2013年3月16日 | 13：00pm | 金浦樂天百貨永豐文庫   |
| 2013年3月16日 | 18：00pm | 仁川首爾新世界百貨     |
| 2013年3月17日 | 19：00pm | 汝矣島永登浦IFC百貨    |
| 2013年3月23日 | 19：00pm | hottracks永登浦分店    |
| 2013年4月12日 | 18：00pm | Synnara Record大田分店 |

## 發行歷史
| 日期          | 地區     | 版本     | 編號      | 售價    | 發行商 | 型式                | 贈品           |
| ------------- | -------- | -------- | --------- | ------- | ------ | ------------------- | -------------- |
| 2013年3月14日 | 大韩民国 | 韓國原裝 | CMCC10076 | ₩11,000 | CJ E&M | 數位音樂下載 實體CD | 卡紙管包裝海報 |

## 外部連結
| - （） 個人網站 - （） 粉絲俱樂部 - （） YouTube音樂頻道 （页面存档备份，存于） | - （）五大唱片 （页面存档备份，存于） - （）NAVER MUSIC - （中文）Mwave（原：Global Mnet） |